# Ozone monitoring instrument
Het Ozone Monitoring Instrument (OMI) is de officiële benaming van een ozonmeter, die als een instrument in de NASA-satelliet Aura op donderdag 15 juli 2004 is gelanceerd.
De OMI is gebouwd onder leiding van de Nederlandse Ruimteorganisatie NIVR door Dutch Space, TNO-TPD en de Finse industrie. Het KNMI heeft de wetenschappelijke leiding. Het instrument bevindt zich aan boord van de satelliet EOS-AURA van de Amerikaanse ruimtevaartorganisatie NASA. De satelliet doet 100 minuten over een omloop rond de aarde. Bij elke omloop ronde de aarde wordt een strook met een breedte van 2600 kilometer in beeld gebracht. Na veertien banen die binnen een dag worden afgelegd is de hele aarde in beeld gebracht.
Het ozon meetinstrument OMI is het eerste in de wereld dat de volledige atmosfeer zeer gedetailleerd en binnen een dag in kaart gaat brengen. Zo kan nauwkeurig worden gemeten hoe groot de luchtvervuiling (onder andere door stikstofoxiden, zwaveloxiden, roet en fijn stof) is in de verschillende steden in de wereld en hoe deze zich verplaatst. Zo kan grootschalig transport van luchtvervuiling, zoals van de Verenigde Staten naar Europa en van China naar de Verenigde Staten in kaart worden gebracht. Ook kunnen deze gegevens gebruikt gaan worden om regionale verwachtingen omtrent smogvorming te maken.
Bovendien wordt de dikte van de ozonlaag tot in de kleinste details gemeten. Dat is niet alleen van belang voor het onderzoek naar klimaatveranderingen en het broeikaseffect maar ook rechtstreeks van belang voor onze gezondheid. De ozonlaag, op grote hoogte in de atmosfeer, filtert de voor de huid schadelijke ultraviolette straling (UV) uit het zonlicht. Een dunnere ozonlaag waardoor te veel UV tot het aardoppervlak doordringt kan leiden tot huidkanker. Mede door het veranderlijke weer varieert de dikte van de ozonlaag en werkt de natuurlijke filter de ene dag beter dan de andere. Met behulp van OMI kunnen UV-verwachtingen (zonkracht) worden gemaakt voor de hele wereld voor een week vooruit.
OMI stelt beleidsmakers en wetenschappers ook in staat te meten in hoeverre maatregelen die zijn genomen om de afbraak van de ozonlaag te beperken (zoals het Montréal Protocol) daadwerkelijk effect hebben.